# 霍嘉治
霍嘉治，CBE（英語：Sandy Flockhart, 1951年12月22日— ），滙豐控股高層，自2008年起為滙豐集團執行董事。
霍嘉治於蘇格蘭愛丁堡George Watson's College接受中學教育，並於1973年取得愛丁堡大學法律學士銜(LLB)，其後於1974年7月加入滙豐。
霍曾任滙豐旗下多間公司的董事，包括滙豐控股拉丁美洲及加勒比海地區總裁兼集團常務總監，集團總經理兼墨西哥滙豐主席兼行政總裁、美國滙豐銀行工商業務之高級執行副總裁、以及墨西哥滙豐銀行之主席，主管美國、巴拿馬和墨西哥的個人理財及工商銀行業務。
目前，霍為滙豐控股有限公司集團常務總監、香港上海滙豐銀行有限公司之董事及行政總裁、馬來西亞滙豐銀行主席、滙豐集團工商業務環球主管、澳洲滙豐銀行有限公司董事及香港恒生銀行非執行董事。
霍氏曾主理滙豐在泰國的業務，並在香港滙豐服務十二年之久，四名子女之中有二人在香港出生。他亦曾任滙豐在沙地阿拉伯附屬機構的董事總經理，以及主管滙豐集團在美國的企業銀行、工商銀行和零售銀行等業務。
霍也曾出任下列機構的理事：美國 The Roswell Park 
Cancer Foundation 、 墨 西 哥 American British Cowdray Hospital 、 British Mexican Amistad 
Foundation 及 International Chapter of Trustees for Mexico of the National Museum of 
Anthropology、香港大學聖約翰堂、香港紅十字會、曼谷及利雅得的英國總商會。彼亦曾任萬事達卡
非洲和中東以及拉丁美洲地區之董事會成員。